# عينة (مدينة حجة)

تعديل مصدري - تعديل

عينة هي إحدى قرى عزلة حملان بمديرية مدينة حجة التابعة لمحافظة حجة، بلغ تعداد سكانها 315 نسمة حسب تعداد اليمن لعام 2004.